# Carlo de Benedetti

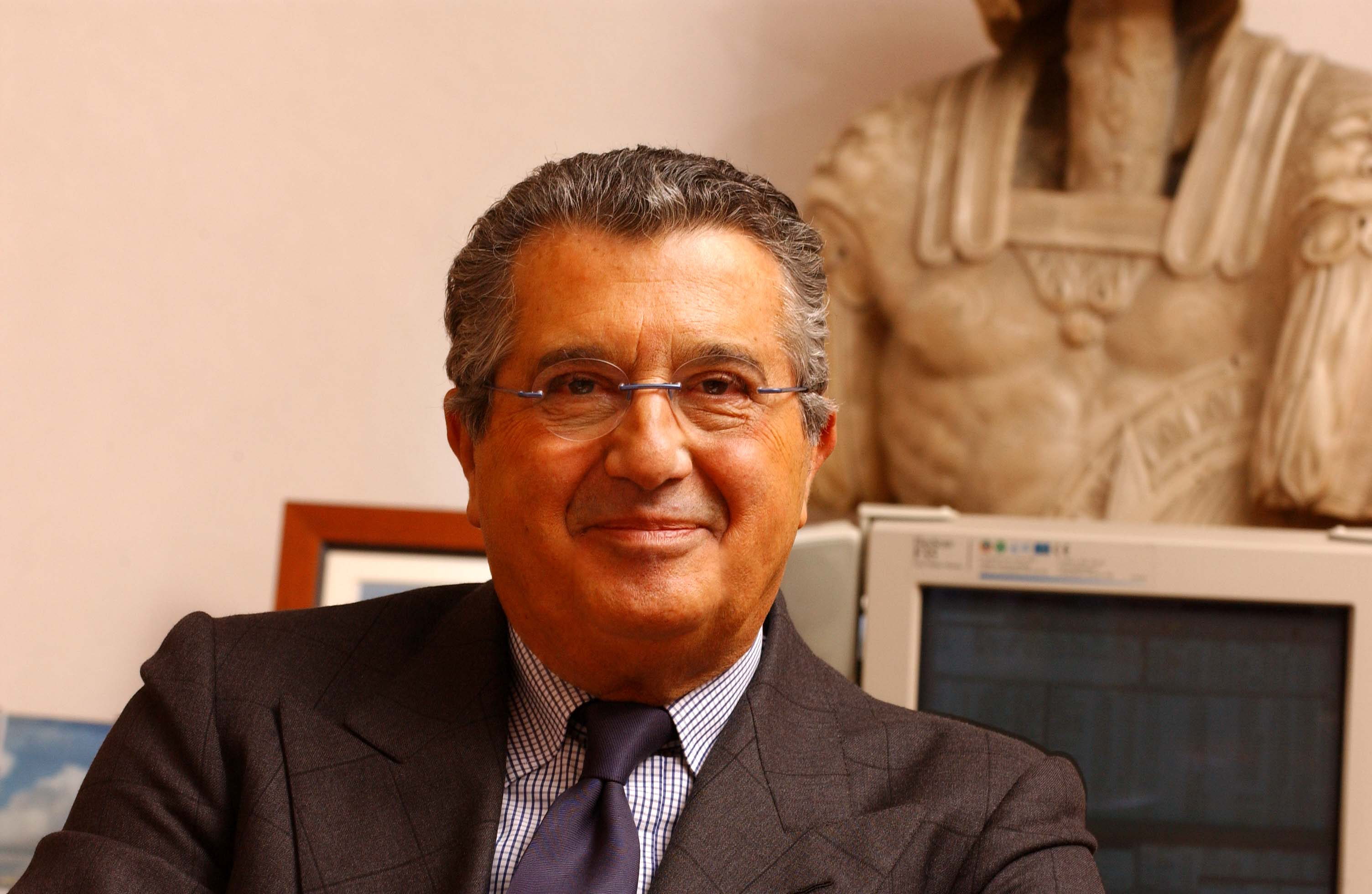
Carlo de Benedetti.

Carlo de Benedetti (Turijn, 14 november 1934) is een Italiaans-Zwitsers ingenieur en ondernemer.

## Levensloop
De Benedetti werd in Turijn in een Joodse familie geboren. Zijn vader behoorde tot een familie van bankiers en financiers. Hij stichtte in 1921 de Compagnia Italiana Tubi Metallici.
In 1943 verhuisde de familie naar Zwitserland, om te ontsnappen aan de Jodenvervolging en kwam na 1944 naar Turijn terug.
Carlo promoveerde tot elektrotechnisch ingenieur aan de polytechnische hogeschool in Turijn (1958). Zijn eerste beroepsactiviteit ontwikkelde hij binnen het familiebedrijf. In 1972 kocht hij, samen met zijn broer Franco, het beursgenoteerde bedrijf Gilardini, een immobiliënvennootschap waar ze een holding van maakten, voor het overkoepelen van hun deelnamen in metaalbedrijven. Tot in 1976 was Carlo er afgevaardigde bestuurder. In 1974 werd hij voorzitter van de Unione Industriali di Torino en in 1975 werd hij voorzitter van de ondernemersorganisatie voor de streek van Piemont.

## Bij FIAT
In 1976 werd hij door Gianni Agnelli en door zijn schoolkameraad Umberto Agnelli benoemd tot afgevaardigde bestuurder van de autofabrikant FIAT. Hij verkocht grotendeels Gilardini, en kocht zich in in het kapitaal van FIAT. Hij omringde zich door getrouwen, om te beginnen zijn broer Franco. Na vier maanden verliet hij echter FIAT, vanwege "strategische meningsverschillen" met de broers Agnelli.

## CIR en Olivetti
In december 1976 kocht De Benedetti de Concerie industriali riunite (CIR) van de familie Bocca en wijzigde de naam in CIR - Compagnia Industriali Riunite. Hij vormde de vennootschap om tot een industriële holding. Zijn eerste acquisitie was die van SASIB in Bologna, een Amerikaans bedrijf.
In 1978 werd hij voorzitter van de bestuursraad van Olivetti. Het prestigieuze bedrijf bevond zich in moeilijkheden en hij bevorderde een nieuwe ontwikkeling door over te schakelen op computers en op fabricaties zoals telefaxmachines, fotokopiemachines, kasregisters enz.
In 1984 kocht Olivetti het Britse Acorn Computers. Enkele jaren later bevond Olivetti zich echter weer in crisis en in 1996 verliet De Benedetti de maatschappij, ook al bleef hij er nog tot in 1999 mee verbonden als erevoorzitter. Hij had ondertussen de vennootschap Vodafone Italia gesticht. In 1985 verwierf hij de groep Buitoni-Perugina, die hij drie jaar later verkocht aan Nestlé.

## Société Générale de Belgique
In 1988 ondernam hij, via zijn Franse holding CERUS, een poging om zich meester te maken van de Belgische holding Société Générale de Belgique, hierin geadviseerd door zijn medewerker Alain Minc. Hij had eerst in de voorafgaande maanden stiekem een beduidend percentage aandelen aangekocht. Hij had Belgische steun van André Leysen, holding Almany, en Pierre Scohier, holding Cobepa.
Het economische bestel stond hierdoor in België wekenlang op stelten. De oppositie van de leiding van de Société Générale tegen deze overname maakte dat de Benedetti de duimen moest leggen, terwijl de Belgische holding in zee ging met de Franse groep SUEZ. Hij verklaarde later dat dit zijn grootste vergissing was geweest. Ze kostte hem een bom geld.

## Banco Ambrosiano
In 1981 werd de Benedetti aandeelhouder bij de Banco Ambrosiano, geleid door Roberto Calvi. Hij verwierf 2 % van de aandelen en werd vicevoorzitter. Twee maanden later verliet hij de bank, nadat hij had vastgesteld dat ze zich in een moeilijke situatie bevond. Hij werd niettemin beschuldigd mee aan de basis te liggen van een frauduleus faillissement. In beroep werd hij, zoals in eerste aanleg, veroordeeld tot 8,5 jaar hechtenis, een vonnis dat echter in Cassatie werd geannuleerd.

## De pers en Mondadori
In 1987, verwierf de Benedetti via de holding CIR een participatie in de Uitgeverij Arnoldo Mondadori en werd hierdoor mede-eigenaar van de persgroep Espresso-Repubblica. In 1990 brak de oorlog uit tussen de Benedetti (CIR) en Silvio Berlusconi (Fininvest), die zich beiden tot eigenaars van Mondadori uitriepen. Het werd een jarenlange bitsige strijd, gevoerd voor verschillende rechtbanken.

## SME
De Italiaanse agroalimentaire groep SME werd door Silvio Berlusconi aangekocht, nadat Fininvest de rechter had omgekocht die zich met de zaak bezighield. Hij verhinderde hiermee de verkoop aan Carlo de Benedetti en zijn groep Buitoni.
Er volgde een jarenlange rechtszaak, met veroordelingen wederzijds. Maar in 2014 werd alles in Cassatie zonder veroordelingen afgesloten.

## Tangentopoli
In 1993, tijdens de onderzoeken in het kader van de operatie 'Mani Pulite' (Schone Handen) naar politieke corruptie, werd de Benedeti gearresteerd en bekende hij 10 miljard Italiaanse lire te hebben uitbetaald aan overheidspersonen, teneinde orders te verkrijgen voor Olivetti, waardoor hij ouderwetse teleprinters en computers kon verkopen aan de Italiaanse post. Hij werd in verdenking gesteld, maar nooit vervolgd, totdat de zaak verjaard was.

## Zwitsers staatsburger
In 1998 richtte de Benedetti de Stichting Rodolfo de Benedetti op, naar zijn vader en met een maatschappelijke doelstelling.
In 2008 werd hij bestuurder van de Compagnie financière Edmond de Rothschild.
In januari 2009 gaf hij de meeste van zijn bestuursmandaten door, in hoofdzaak aan zijn zoon Rodolfo. In dat jaar verwierf hij de Zwitserse nationaliteit. Hij verdedigde zich tegen beschuldigingen dat hij dit deed om fiscale redenen en verzekerde dat hij zijn belastingen in Italië bleef betalen.
In 2015 bevestigde hij echter dat hij zijn fiscale woonplaats had gevestigd in Sankt Moritz. Zijn residentie was voortaan in Lugano.
In juli 2016 werd hij veroordeeld tot vijf jaar hechtenis, in een lang aanslepende zaak betreffende veertien arbeiders bij Olivetti, die gestorven waren aan ziekten voortspruitend uit asbestbesmetting. De Benedetti verklaarde zich verbaasd en besliste in beroep te gaan.

## Privé
Carlo de Benedetti trad in 1959 in het huwelijk met Mita Crosetti. Het echtpaar kreeg drie zoons: Rodolfo, Marco en Edoardo. In 1997 hertrouwde hij met de actrice Silvia Monti.

## Voetnoten
1. ↑  "... l'Ingegnere che è ebreo della comunità torinese.", Luigi Ferrarella, "Quei "non ricordo" di De Benedetti", Corriere della Sera, 28 april 2015, p. 17.
2. ↑  (fr) 4-29 février 1988, Belgique: bataille boursière pour le contrôle de la Société générale de Belgique. Encyclopaedia universalis. Universalis. Gearchiveerd op 14 januari 2023.
3. ↑  Carlo De Benedetti sposta la residenza fiscale in Svizzera